# 퓸 후드

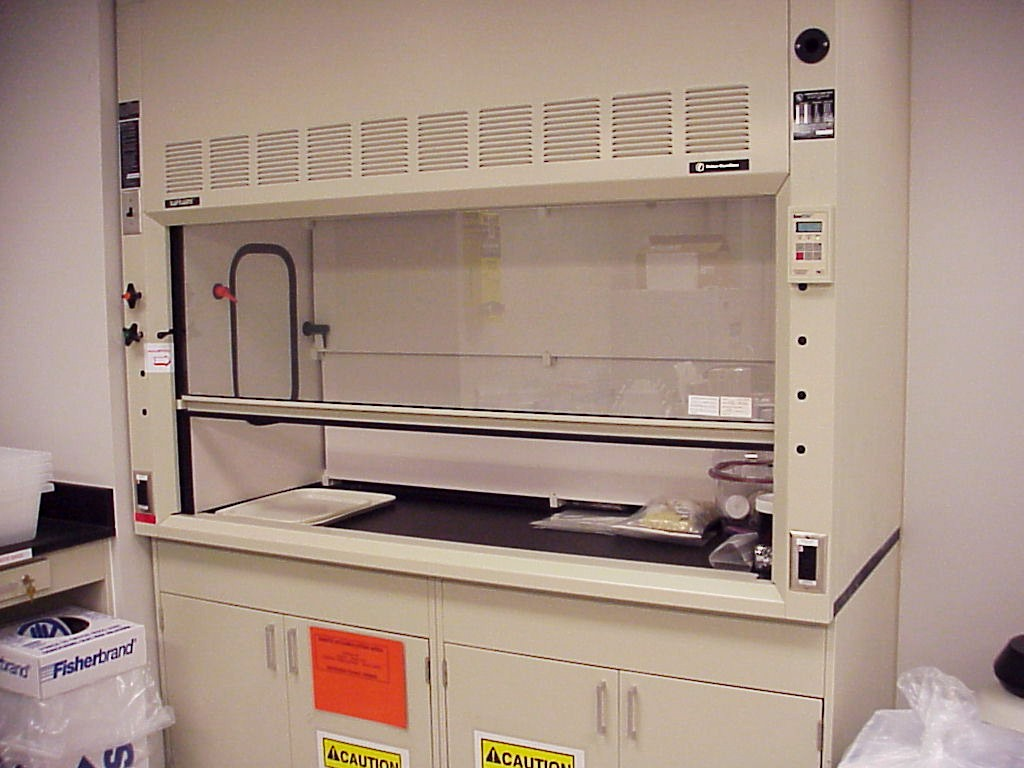
퓸 후드

퓸 후드(fume hood)는 실험기구의 일종이다. 유해하거나 독성이 있는 연기, 증기 또는 먼지에 대한 노출을 제한하도록 설계된 일종의 국소 환기 장치이다.
퓸 후드는 일반적으로 작업 영역의 5면을 둘러싸는 대형 장비이며, 그 바닥은 가장 일반적으로 서있는 작업 높이에 있다.
덕트식과 재순환식(덕트 없음)의 두 가지 주요 유형이 있다. 원리는 두 가지 유형 모두 동일하다. 공기는 캐비닛의 전면(개방) 측면에서 흡입되어 건물 외부로 배출되거나 여과를 통해 안전하게 만들어 실내로 다시 공급된다. 이것은 다음과 같은 용도로 사용된다.
- 사용자를 독성 가스 흡입으로부터 보호(퓸 후드, 생물안전 캐비닛, 글러브 박스)
- 제품 또는 실험 보호(생물안전 캐비닛, 글러브 박스)
- 환경 보호(재순환 퓸 후드, 특정 생물 안전 캐비닛 및 배기 공기 흐름에 적절한 필터가 장착된 기타 모든 유형)

이러한 장치의 보조 기능에는 폭발 방지, 유출 억제 및 장치 내에서 수행되는 작업에 필요한 기타 기능이 포함될 수 있다.
퓸 후드는 일반적으로 벽 뒤에 설치되며 배기 덕트를 덮기 위해 위쪽에 충전재가 장착되는 경우가 많다. 움푹 패인 모양 때문에 일반적으로 일반 실내 조명에 의해 조명이 약하기 때문에 방습 커버가 있는 내부 조명이 있는 경우가 많다. 전면은 일반적으로 유리로 된 새시 창으로, 평형 장치에서 위아래로 움직일 수 있다. 교육용 버전에서는 장치의 측면과 때로는 후면도 유리로 되어 있어 여러 학생이 한 번에 퓸 후드를 들여다볼 수 있다. 낮은 공기 흐름 경보 제어 패널은 일반적이다.
퓸 후드는 일반적으로 5가지 너비로 제공된다. 1000mm, 1200mm, 1500mm, 1800mm 및 2000mm. 깊이는 700mm~900mm, 높이는 1900mm~2700mm이다. 이러한 설계는 1~3명의 작업자를 수용할 수 있다.
매우 위험한 물질의 경우 작업자가 작업 물질 및 도구와 직접적으로 접촉하는 것을 완전히 격리하는 밀폐된 글러브 박스를 사용할 수 있다. 엔클로저는 미세한 공기 누출로 인해 아무것도 빠져나갈 수 없도록 부압으로 유지될 수도 있다.